# معادلات أويلر (ميكانيكا الموائع)

التدفق حول الجناح. هذا التدفق غير القابل للضغط يلبي شروط معادلات أويلر.

في ديناميكيات الموائع ، معادلات أويلر عبارة عن مجموعة من المعادلات شبه القطعية التي تحكم التدفق ثابت الحرارة وغير المتقطع. تم تسميتهم على اسم ليونارد أويلر . تمثل المعادلات معادلات كوشي لحفظ الكتلة (الاستمرارية) ، وتوازن القوة الدافعة والطاقة ، ويمكن اعتبارها حالة خاصة من معادلات نافييه-ستوكس مع لزوجة صفرية وموصلية حرارية صفرية.  في الواقع ، يمكن الحصول على معادلات أويلر عن طريق التحويل الخطي لبعض معادلات الاستمرارية الأكثر دقة مثل معادلات نافيير-ستوكس في حالة توازن محلية قدمها ماكسويل . يمكن تطبيق معادلات أويلر على التدفق غير القابل للضغط والتدفق القابل للانضغاط - بافتراض أن سرعة التدفق هي مجال ملف لولبي ، أو باستخدام معادلة طاقة مناسبة أخرى على التوالي (أبسط شكل لمعادلات أويلر هو حفظ الانتروبيا المحددة ). تاريخيًا ، اشتق أويلر فقط المعادلات غير القابلة للضغط. ومع ذلك ، يشير مؤلفات ديناميكيات الموائع غالبًا إلى المجموعة الكاملة - بما في ذلك معادلة الطاقة - للمعادلات القابلة للضغط الأكثر عمومية معًا باسم «معادلات أويلر». 

## معادلات أويلر غير القابلة للضغط بكثافة ثابتة ومنتظمة
في شكل الحمل الحراري (على سبيل المثال ، النموذج مع المشغل الحراري الموضّح في معادلة الزخم ) ، تكون معادلات أويلر غير القابلة للضغط في حالة كثافة ثابتة في الوقت ومنتظمة في المكان: 
| معادلات أويلر الغير قابلة للإنضغاط تحت كثافة ثابتة ومنتظمة (صيغة لاغرانج) {\displaystyle \left\{{\begin{aligned}{D\mathbf {u} \over Dt}&=-\nabla w+\mathbf {g} \\\nabla \cdot \mathbf {u} &=0\end{aligned}}\right.} |
حيث:
- {\displaystyle \mathbf {u} } هو متجه سرعة التدفق ، مع مكونات في فضاء بعدد N من الأبعاد {\displaystyle u_{1},u_{2},\dots ,u_{N}} و
- {\displaystyle {D\mathbf {v}  \over Dt}={\partial \mathbf {v}  \over \partial t}+\mathbf {u} \cdot \nabla \mathbf {v} } ، لدالة عامة (أو مجال) {\displaystyle \mathbf {v} } يشير إلى مشتقها المادي في الوقت المناسب فيما يتعلق بمجال العرض {\displaystyle \mathbf {u} } و
- {\displaystyle \nabla } يشير إلى التدرج للفضاء ،
- {\displaystyle \cdot } يدل على الناتج القياسي ،
- {\displaystyle \nabla } هي عامل دل ، وتستخدم هنا لتمثيل تدرج الشغل الديناميكي الحراري المحدد (المعادلة الأولى) ، و
- {\displaystyle \nabla \cdot \mathbf {u} } هو تباعد سرعة التدفق (المعادلة الثانية) ،
- {\displaystyle w} هو الشغل الديناميكي الحراري المحدد (بمعنى كل وحدة كتلة ) ، مصطلح المصدر الداخلي.
- {\displaystyle \mathbf {g} } يمثل تسارع الجسم (لكل وحدة كتلة) التي تعمل على السلسلة المتصلة ، على سبيل المثال الجاذبية ، والتسارع بالقصور الذاتي ، وتسارع المجال الكهربائي ، وما إلى ذلك.

المعادلة الأولى هي معادلة زخم أويلر بكثافة منتظمة (بالنسبة لهذه المعادلة ، لا يمكن أن تكون ثابتة أيضًا في الزمن). من خلال توسيع المشتق المادي ، تصبح المعادلات:
{\displaystyle \left\{{\begin{aligned}{\partial \mathbf {u}  \over \partial t}+(\mathbf {u} \cdot \nabla )\mathbf {u} &=-\nabla w+\mathbf {g} \\\nabla \cdot \mathbf {u} &=0\end{aligned}}\right.}
في الواقع, لتدفق بكثافة موحدة {\displaystyle \rho _{0}} تحمل الهوية التالية:
{\displaystyle \nabla w\equiv \nabla \left({\frac {p}{\rho _{0}}}\right)={\frac {1}{\rho _{0}}}\nabla p}
حيث {\displaystyle p} هو الضغط الميكانيكي. المعادلة الثانية هي القيد غير القابل للضغط ، حيث تشير إلى أن سرعة التدفق هي حقل ملف لولبي (ترتيب المعادلات ليس سببيًا ، ولكنه يؤكد حقيقة أن القيد غير القابل للضغط ليس شكلاً متدهورًا من معادلة الاستمرارية ، بل من معادلة الطاقة حيث سيتضح في ما يلي). والجدير بالذكر أن معادلة الاستمرارية ستكون مطلوبة أيضًا في هذه الحالة غير القابلة للضغط كمعادلة ثالثة إضافية في حالة تغير الكثافة في الزمن أو المتغير في المكان. على سبيل المثال ، مع كثافة موحدة ولكن متغيرة في الوقت المناسب ، فإن معادلة الاستمرارية التي سيتم إضافتها إلى المجموعة أعلاه تتوافق مع:
{\displaystyle {\frac {\partial \rho }{\partial t}}=0}
وبالتالي فإن حالة الكثافة الثابتة والمنظمة هي الوحيدة التي لا تتطلب معادلة الاستمرارية كمعادلة إضافية بغض النظر عن وجود أو عدم وجود شرط كون المائع غير قابل للإنضغاط. في الواقع ، حالة معادلات أويلر غير القابلة للضغط ذات الكثافة الثابتة والمنتظمة التي يتم تحليلها هي نموذج لعبة يضم معادلتين مبسّطتين فقط ، لذا فهي مثالية للأغراض التعليمية حتى لو كانت ذات صلة مادية محدودة.
وبالتالي تمثل المعادلات أعلاه حفظ الكتلة (معادلة عددية واحدة) والزخم (معادلة متجهة واحدة تحتوي على {\displaystyle N} مكونات العددية ، حيث {\displaystyle N} هو البعد المادي للفضاء المرغوب دراسته). سرعة التدفق والضغط هما ما يسمى بالمتغيرات الفيزيائية . 
في نظام إحداثيات معطى بواسطة {\displaystyle \left(x_{1},\dots ,x_{N}\right)} متجهات السرعة والقوة الخارجية {\displaystyle \mathbf {u} } و {\displaystyle \mathbf {g} } لها مكونات {\displaystyle (u_{1},\dots ,u_{N})} و {\displaystyle \left(g_{1},\dots ,g_{N}\right)} ، على التوالى. ثم يمكن التعبير عن المعادلات بترميز منخفض على النحو التالي:
التفردات {\displaystyle \left\{{\begin{aligned}{\partial u_{i} \over \partial t}+\sum _{j=1}^{N}{\partial \left(u_{i}u_{j}+w\delta _{ij}\right) \over \partial x_{j}}&=g_{i}\\\sum _{i=1}^{N}{\partial u_{i} \over \partial x_{i}}&=0\end{aligned}}\right.}
حيث ال {\displaystyle i} و {\displaystyle j} رموز فرعية تسمي مكونات الفضاء ذات البعد N ، و {\displaystyle \delta _{ij}} هي دلتا كرونكر . استخدام تدوين أينشتاين (حيث يتم تضمين المجموع من خلال المؤشرات المتكررة بدلاً من تدوين سيجما ) شائع أيضًا.